# Windows CardSpace
«Windows Cardspace» (укр. Віндоус Кадспейс) — технологія, яка є заснованим на галузевих стандартах рішенням для керування ідентифікацією при роботі з інтернетом. WCS — це спосіб простий і безпечній ідентифікації користувачів при переміщенні між ресурсами Інтернета без необхідності повторного введення імен і паролів.
На відміну від раніше використовуваних технологій уніфікованої ідентифікації (наприклад Microsoft Passport) WCS управляє безпосередньо користувачами і застосунками, з якими встановлюється контакт (а не з централізованого ресурсу). Тобто можливо застосовувати різні схеми (і рівні складності) для ідентифікації при доступі на Web-форуми та для банківських операцій.